# ボスニア・ヘルツェゴビナの世界遺産
ボスニア・ヘルツェゴビナの世界遺産（ボスニア・ヘルツェゴビナのせかいいさん）はユネスコの世界遺産に登録されているボスニア・ヘルツェゴビナ国内の文化・自然遺産の一覧。

## 文化遺産
- モスタル旧市街の古橋地区 - （2005年）
- ヴィシェグラードのソコルル・メフメト・パシャ橋 - （2007年）
- 中世墓碑ステチュツィの残る墓所群（ほか3か国と共有）- (2016年)

## 自然遺産
- カルパティア山脈とヨーロッパ各地の古代及び原生ブナ林（2007年、ボスニア・ヘルツェゴビナ国内は2021年より。ほか17か国と共有）

## 複合遺産
なし